# دبليو. ميخائيل غيليت
دبليو. ميخائيل غيليت (بالإنجليزية: W. Michael Gillette)‏ هو محامي وقاضي أمريكي، ولد في 29 ديسمبر 1941 في سياتل في الولايات المتحدة.

## وصلات خارجية
- دبليو. ميخائيل غيليت على موقع إن إن دي بي (الإنجليزية)